# Guglielmo Sirleto
Guglielmo Sirleto (ur. w 1514 w Guardavalle, zm. 6 października 1585 w Rzymie) – włoski kardynał.

## Życiorys
Był synem lekarza, Tommasso. Miał rzadki dar cudownej pamięci, dzięki czemu ukończył wiele kierunków studiów m.in. filozofię, matematykę i teologię, a także znał język hebrajski, łacinę i grekę. W 1540 roku udał się do Rzymu, gdzie współpracował z kardynałem Marcello Cervinim. Kiedy wkrótce potem Cervini został papieżem, mianował Sirleto kustoszem Biblioteki Watykańskiej. Wówczas Sirleto opisał i uporządkował katalogi greckich manuskryptów i przygotował nowe wydanie Wulgaty. Następnie został protonotariuszem apostolskim i nauczycielem nepotów kilku papieży. Po śmierci Pawła IV był nauczycielem w klasztorze teatynów na Kwirynale, a jednym z jego uczniów był Karol Boromeusz.
12 marca 1565 został kreowany kardynałem diakonem i otrzymał diakonię San Lorenzo in Panisperna. 26 października tego samego roku został podniesiony do rangi kardynała prezbitera. 6 sierpnia 1566 został mianowany biskupem San Marco, a sakrę przyjął 13 października. Po dwóch latach, 27 lutego 1568 został biskupem Squillace, z czego jednak zrezygnował 29 maja 1573. Od 18 marca 1572 pełnił rolę Bibliotekarza Kościoła Rzymskiego, a od 1584 przez roczną kadencję był kamerlingiem Kolegium Kardynałów. W 1582 roku był przewodniczącym specjalnej komisji opracowującej kalendarz gregoriański.